# Campionati mondiali di canoa/kayak slalom 1959
I sestii Campionati mondiali di canoa/kayak di slalom si sono svolti a Ginevra (Svizzera).

## Podi

### Uomini
| Evento        | Oro                                          | Perform. | Argento                                    | Perform. | Bronzo                                    | Perform. |
| Canoa         |                                              |          |                                            |          |                                           |          |
| C-1           | Cecoslovacchia Vladimir Jirasek              |          | Germania Est Manfred Schubert              |          | Germania Est Karl-Heinz Wozniak           |          |
| C-1 a squadre | Cecoslovacchia                               |          | Germania Est                               |          | Svizzera                                  |          |
| C-2           | Germania Est Dieter Friedrich Horst Kleinert |          | Cecoslovacchia Václav Havel Josef Hendrych |          | Germania Est Dieter Göthe Lothar Schubert |          |
| C-2 a squadre | Germania Est                                 |          | Cecoslovacchia                             |          | Svizzera                                  |          |
| Kayak         |                                              |          |                                            |          |                                           |          |
| K-1           | Regno Unito Paul Farrant                     |          | Germania Est Eberhard Gläser               |          | Germania Est Heinz Bielig                 |          |
| K-1 a squadre | Germania Est                                 |          | Cecoslovacchia                             |          | Germania Ovest                            |          |

### Misto
| Evento | Oro                                      | Perform. | Argento                                     | Perform. | Bronzo                                        | Perform. |
| Kayak  |                                          |          |                                             |          |                                               |          |
| C-2    | Germania Est Rita Behrend Manfred Merkel |          | Germania Est Margitta Troger Günther Merkel |          | Germania Est Ellen Krüger Siegfried Seidemann |          |

### Donne
| Evento | Oro                           | Perform. | Argento                      | Perform. | Bronzo                          | Perform. |
| Kayak  |                               |          |                              |          |                                 |          |
| K-1    | Germania Ovest Hilde Urbaniak |          | Germania Est Anneliese Bauer |          | Germania Ovest Inge Walthermate |          |

## Medagliere
| Posizione | Paese          | Oro | Argento | Bronzo | Totale |
| --------- | -------------- | --- | ------- | ------ | ------ |
| 1         | Germania Est   | 4   | 5       | 4      | 13     |
| 2         | Cecoslovacchia | 2   | 3       | 0      | 5      |
| 3         | Germania Ovest | 1   | 0       | 2      | 3      |
| 4         | Regno Unito    | 1   | 0       | 0      | 1      |
| 5         | Svizzera       | 0   | 0       | 2      | 2      |
| Totale    | Totale         | 8   | 8       | 8      | 24     |